# Office Web Apps
Microsoft Office Web Apps är en webbaserad version av produktsviten Microsoft Office. Den inkluderar en webbaserad version av Microsoft Word, Microsoft Excel, Microsoft PowerPoint och Microsoft OneNote. Webbapparna tillåter användare att få tillgång till sina dokument varsomhelst ifrån så länge man är uppkopplad mot en webbläsare. Möjligheten finns även att dela filer och samarbeta med andra användare online. Webbläsare som stödjer funktionen är Internet Explorer 7 eller senare, Mozilla Firefox 3.5 eller senare, Google Chrome och Safari 4. Google erbjuder en liknande tjänst kallad Google Docs. 
Office Web Apps finns tillgänglig via tre olika kanaler:
- via Windows Live för konsumenter
- via Microsoft SharePoint
- via Microsoft Online Services för företag

## Historia
Office Web Apps lanserades för första gången den 28 oktober 2008 på branschmässan för professionella utvecklare i LA, (Professional Developers Conference (PDC)) Från början aviserade Microsoft att Office Web Apps skulle finnas tillgänglig via ett aktuellt erbjudande för de kunder som redan använde sig av Office Live Workspace. Chefen för företagsenheten på Microsoft, Stephen Elop uttryckte sig under PDC 2008 som följer; ”en teknisk förhandsvisning av Office Web Apps kommer att finnas tillgänglig under senare delen av 2008” trots det dök inte den utlovade förhandsvisningen upp förrän 2009. Den 13 juli 2009 visades funktionerna i Office Web Apps för allmänheten under Microsofts Worldwide Partner-konferens. Det visade sig dock att testarna av Office beta inte fick access till Office Web Apps vid den här tidpunkten och uppgifter framkom att access skulle ges till testare under augusti 2009. I augusti 2009 aviserade en talesman för Microsoft att det hade blivit en försening i lansering av den tekniska förhandsvisningen av Office Web Apps och att denna inte skulle finnas tillgänglig under augusti. Microsoft släppte den officiella tekniska förhandsvisningen av Office Web Apps den 17 september 2009. Office Web Apps gjordes tillgänglig för utvalda testare via företagets Windows Live SkyDrive-tjänst. Den slutliga versionen av Office Web Apps kom inte ut förrän den 7 juni 2010 och då via Windows Live Office.